# Bernard Lama
Bernard Pascal Maurice Lama (* 7. duben 1963, Saint-Symphorien) je bývalý francouzský fotbalista. Hrával na pozici brankáře.
S francouzskou fotbalovou reprezentací získal zlatou medaili na mistrovství světa roku 1998 a na mistrovství Evropy roku 2000. Má též bronz z Eura 1996. Celkem za národní tým odehrál 44 utkání.
S Paris Saint-Germain vyhrál v sezóně 1995/96 Pohár vítězů pohárů. Roku 1994 se s ním stal i mistrem Francie a dvakrát s ním získal francouzský pohár (1993, 1995).
Roku 1994 byl vyhlášen nejlepším fotbalistou Francie.